# جون فرانسيس براي
جون فرانسيس براي (1809 - 1895) (بالإنجليزية: John Francis Bray)‏ هو فيلسوف واقتصادي إنجليزي إشتراكي خيالي. وكان براي يعتقد أن القوة الدافعة للتطور الإنساني تكمن خلف حاجات الإنسان المادية، وقد كان لنظرياته الاقتصادية أثرها على برودون. انتقد راي في مؤلفاته الرأسمالية متخداً من الولايات المتحدة وبريطانيا نموذجاً.

## مؤلفاته
- أغلاط العمل وعلاج العمل (1839).
- رحلة من الجمهورية الفاضلة (1841).